# Adelaïde Ehrnrooth
Lovisa Adelaïde Ehrnrooth, född den 17 januari 1826 på godset Sesta i Nastola i Tavastehus län, död den 13 januari 1905 i Helsingfors, var en finlandssvensk författare och kvinnosakskämpe. Hon var dotter till Gustaf Adolf Ehrnrooth och syster till Casimir Ehrnrooth.

## Biografi
Ehrnrooth var en av de första och främsta förkämparna för kvinnosaken i Finland, och arbetade för sitt mål i tidningspressen och skönlitteraturen. Efter att ha avslutat sin skolgång i Helsingfors 1856 vistades hon åter på Sesta, innan hon flyttade tillbaka till huvudstaden. Från mitten av 1860-talet gav hon under pseudonymen A-ï-a ut ett flertal noveller där hon tog sig an kvinnans frigörelse från de sociala bojor som tryckte henne. Hon skrev också under samma pseudonym ironiska debattinlägg i tidningarna. Under 1870-talet skrev hon även flera följetongsromaner om kvinnlig emancipation.
1874 grundade hon med inkomster från sina romaner en stipendiefond för kvinnliga medicinstuderande vid universitetet, och hon ägnade sig även åt välgörenhet. Erfarenheterna från sitt välgörenhetsarbete behandlar hon i de båda böckerna Hvardagslifvets skuggor och dagrar (1881) och Bland fattiga och rika (1887). Hon reste också i Afrika och Orienten, resor som skildras i Två finskors lustvandringar I–II (1886–1890) och Höstskörd (1895).
En följd av Adelaïde Ehrnrooths banbrytande insats var Finlands första kvinnosaksorganisation, Finsk kvinnoförening, som grundades 1884. Organisationens mål var att män och kvinnor skulle vara jämställda såväl i hemmet som i samhället. Då föreningen vid årsskiftet 1891–1892 uteslöt ”rebeller” från sina led, lämnade Ehrnrooth frivilligt medlemskapet och var med om att bilda den nya, mer frisinnade organisationen Kvinnosaksförbundet Unionen.
Adelaïde Ehrnrooth deltog aktivt i föreningens livliga diskussioner, skrev för föreningens språkrör Nutid och var tidningens redaktör 1898–1899. Hon reste utomlands, deltog i kvinnosakskongresser och knöt och upprätthöll vänskapsband med utländska meningsfränder. Ernrooth dog år 1905 och hann därmed aldrig uppleva kvinnornas politiska rösträtt som infördes 1906.